# Syringolaimus striatocaudatus
Syringolaimus striatocaudatus är en rundmaskart som beskrevs av De Man 1888. Enligt Catalogue of Life ingår Syringolaimus striatocaudatus i släktet Syringolaimus och familjen Rhabdolaimidae, men enligt Dyntaxa är tillhörigheten istället släktet Syringolaimus och familjen Ironidae. Arten är reproducerande i Sverige. Inga underarter finns listade i Catalogue of Life.